# Carduelis

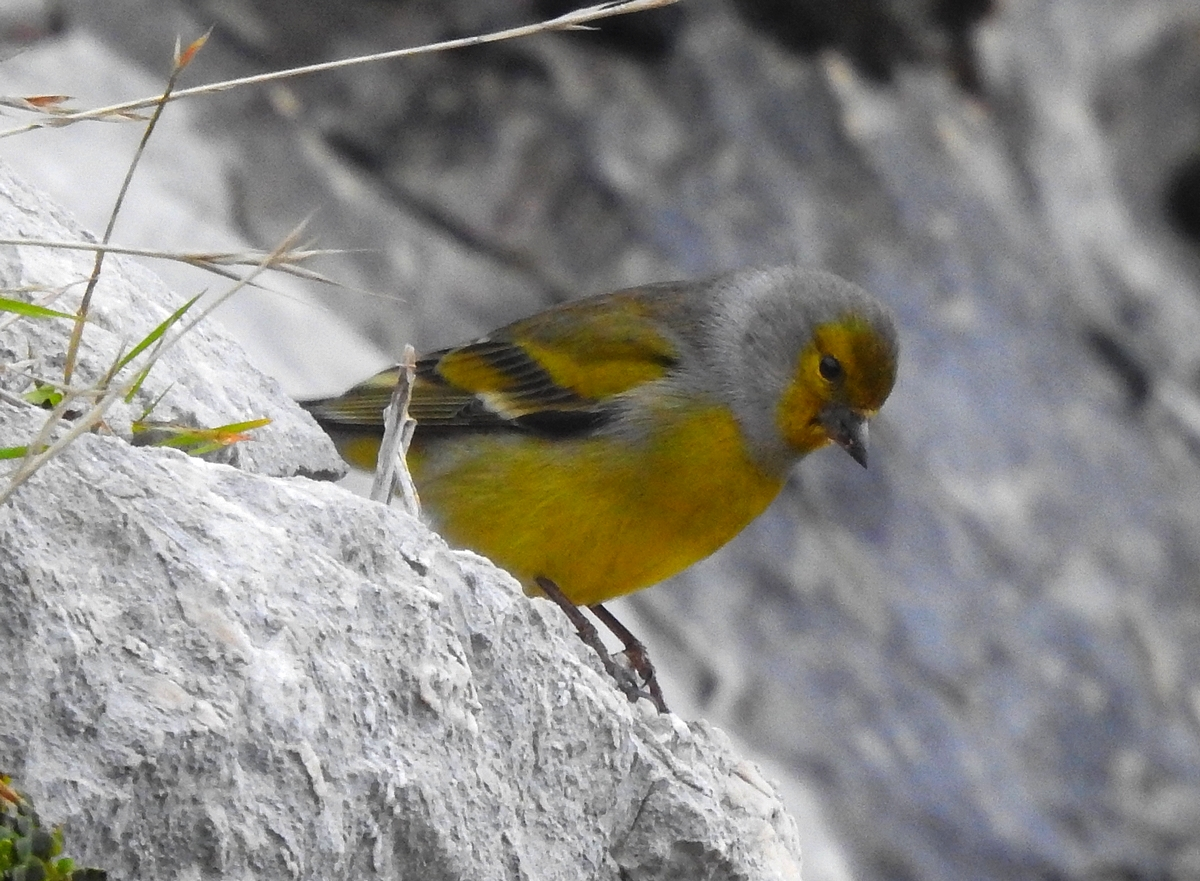
citromcsíz (Carduelis citrinella)

A Carduelis a madarak osztályának verébalakúak (Passeriformes) rendjébe a pintyfélék (Fringillidae) családjába és a Carduelinae alcsaládjába tartozó nem.
A Carduelis nembe korábban 33 fajt soroltak, de a 2012-ben lezajlott filogenetikai és molekuláris biológiai vizsgálatok bebizonyították, hogy az a nem súlyosan polifetikus.
Ezt követően a nemet több kisebb, monofiletikus nemre bontották szét.
Így hozták újra létre illetve hasznosították újra a korábban már létező Spinus, Acanthis, Linaria és a Chloris nemeket.
A molekuláris vizsgálatok során kiderült hogy a zöldikék nem közeli rokonai a Carduelis nembe sorolt fajoknak, hanem a feketecsőrű sivatagipintyel (Rhodospiza obsoleta) és a Rhynchostruthus nembe sorolt aranyszárnyú pintyekkel alkot egy kládot.

## Rendszerezés
A nembe az alábbi 3 faj tartozik:
- tengelic (Carduelis carduelis)
- citromcsíz (Carduelis citrinella), korábban (Serinus citrinella)
- korzikai citromcsíz (Carduelis corsicana), korábban (Serinus corsicana)

A citromcsízt és a korzikai citromcsízt korábban a Serinus nembe sorolták, de a molekuláris vizsgálatok során kiderült hogy ezek a fajok a tengelic legközelebbi rokonfajai, így ma e három faj alkotja a nemet.
Átsorolt fajok :
- zöldikék, átsorolva a Chloris nembe, 5 faj
  - jünnani zöldike vagy feketefejű zöldike (Chloris ambigua)
  - zöldike (Chloris chloris)
  - szalagos zöldike (Chloris sinica)
  - vietnami zöldike (Chloris monguilloti)
  - himalájai zöldike (Chloris spinoides)
- zsezsék, átsorolva az Acanthis nembe, 3 faj
  - szürke zsezse (Acanthis hornemanni)
  - zsezse (Acanthis flammea)
  - barna zsezse (Acanthis cabaret) vagy Acanthis flammea cabaret)
- kenderikék, átsorolva a  Linaria nembe, 4 faj 
  - kenderike (Linaria cannabina)
  - szomáli kenderike (Linaria johannis)
  - jemeni kenderike (Linaria yemenensis)
  - sárgacsőrű kenderike (Linaria flavirostris)
- csízek, átsorolva a Spinus nembe, 19 faj
  - Amerikai csízek, 3 faj
  - aranycsíz (Spinus tristis)
  - kis aranypinty (Spinus psaltria)
  - álarcos csíz (Spinus lawrencei)
  - Északi csízek, 3 faj
  - csíz (Spinus spinus)
  - fenyőcsíz (Spinus pinus)
  - haiti csíz (Spinus dominicensis)
  - Neotrópusi csízek, 13 faj
  - guatemalai csíz (Spinus atriceps)
  - feketefejű csíz (Spinus notata)
  - bajszos csíz (Spinus barbata)
  - sárgahasú csíz (Spinus xanthogastra)
  - olajzöld csíz (Spinus olivacea)
  - Magellán-csíz (Spinus magellanica)
  - Spinus siemiradzkii
  - Yarrell-csíz (Spinus yarrellii)
  - tűzcsíz (Spinus cucullata)
  - fekete csíz (Spinus atrata)
  - kordillerai csíz (Spinus uropygialis)
  - vastagcsőrű csíz (Spinus crassirostris)
  - andoki csíz (Spinus spinescens)